# The Flying Luttenbachers
The Flying Luttenbachers est un groupe de musique noise rock et punk jazz, formé en 1991 à Chicago et dissous en 2007, dirigé par le multi-instrumentiste, compositeur et producteur Weasel Walter. Au cours de l'histoire du groupe, ses membres ont changé maintes fois, sous la direction artistique de Walter. La musique du groupe rappelle de nombreux genres, de l'improvisation libre tout acoustique, jusqu'aux compositions rock modernes, en passant par l'électronique pure et le jazz inspiré du punk. La musique du groupe défie le cliché et est résolument abstraite, se plaçant à l'extérieur des genres préexistants afin d'atteindre un son original. Walter a déclaré s'inspirer du punk hardcore, du black metal, du rock progressif, du free jazz, du no wave, du bruit, de la musique contemporaine, du gamelan balinais et du théâtre nô.

## Histoire
The Flying Luttenbachers est formé en décembre 1991 à Chicago dans l'Illinois, comme un trio punk jazz comprenant Hal Russell (saxophones ténor et soprano, trompette), Chad Organ (saxophone ténor) et Weasel Walter (batterie). Le groupe doit son nom au nom de naissance de Russell, Harold Luttenbacher. Russell quitte le groupe en juin 1992, et est bientôt remplacé par Ken Vandermark pour l'enregistrement du premier 45 tours du groupe.
Le groupe propose alors un ensemble de musiciens en constant changement, réunissant des musiciens notoires du free jazz et du rock expérimental. Ces artistes incluent Fred Lonberg-Holm, Kurt Johnson, Jeb Bishop, Alex Perkolup, Mick Barr, Ed Rodriguez, Mike Green et Jonathan Hischke. The Flying Luttenbachers partent en tournée en Europe et aux États-Unis, avec des groupes comme The Locust, Arab On Radar, Lightning Bolt, U.S. Maple, Erase Errata, Bobby Conn et Wolf Eyes. En 2003, Walter quitte Chicago pour Oakland, en Californie, donnant naissance à une énième incarnation du groupe. Le groupe donne son dernier concert en novembre 2006. The Flying Luttenbachers cesse ses activités en novembre 2007 avec la sortie d'un dernier album studio (enregistré en solo par Walter).
En 2017 Weasel Walter reforme le groupe avec Tim Dahl à la basse et Chris Welcome guitare pour — au moins — une tournée française qui les amènera à jouer, en mars, à Paris, Toulouse, Marseille, Nantes, etc. dans le cadre du Festival Sonic Protest.

## Narratif dans l’œuvre du groupe
Depuis l'album de 1996, intitulé Revenge, l’œuvre musicale de The Flying Luttenbachers est sous-tendue par un narratif en développement  concernant l'auto-anéantissement de la planète Terre et ses conséquences. L'album de 2006 intitulé Cataclysm décrit une bataille interstellaire entre deux entités monolithiques : The Void (« Le Vide », un spectre silencieux et sombre qui fait déjà l'objet de l'album de 2004 du même nom) et The Iridescent Behemoth (« Le Béhémot Iridescent », un énorme planétoïde dont le récit a été conté sur l'album de 2003 intitulé Systems Emerge From Complete Disorder).

## Discographie

### Singles
- 546 Seconds Of Noise 7" (Quinnah/ugEXPLODE, 1992, Quinnah 01/ug003)
- 1389 Seconds Of Noise 7" (Quinnah/ugEXPLODE, 1993, Quinnah 02/ug004)

### Albums
- Live at WNUR 2-6-92 cassette/CD (ugEXPLODE/Coat-tail, 1992)
- Constructive Destruction LP/CD (ugEXPLODE/Quinnah, 1994)
- Destroy All Music LP/CD (Chimp/ugEXPLODE/Skin Graft, 1995)
- Revenge LP/CD (ugEXPLODE/Skin Graft, 1996)
- Live in the Middle East cassette (Chimp, 1996)
- Gods of Chaos CD (ugEXPLODE/Skin Graft, 1998)
- Retrospektiw III CD (ugEXPLODE/Quinnah, 1998)
- "...The Truth Is a Fucking Lie..." LP/CD (ugEXPLODE/Skin Graft, 1999)
- Alptraum CD (ugEXPLODE/Pandemonium, 2000)
- Trauma 2LP (ugEXPLODE, 2001)
- Infection and Decline LP/CD (ugEXPLODE/Troubleman Unlimited, 2002)
- Retrospektiw IV CD (ugEXPLODE/MNTCIA, 2002)
- Systems Emerge from Complete Disorder LP/CD (ugEXPLODE/Troubleman Unlimited, 2003)
- The Void LP/CD (ugEXPLODE/Troubleman Unlimited, 2004)
- Spectral Warrior Mythos Volume 1 CD (ugEXPLODE, 2005)
- Cataclysm CD (ugEXPLODE, 2006)
- Incarceration by Abstraction CD (ugEXPLODE, 2007)

### Compilations
- Camp Skingraft 33 Hits! Now Wave Volumes 1-3 CD (Skin Graft Records, 1997, GR50)
- Hayfever EP No. 4 7" (Hayfever Magazine, 1997, No. 4)
- Knormalities 7" (Dephine Knormal Musik, 1998, DKM 03)
- Troubleman Mix-Tape 2xCD (Troubleman Unlimited, 2001, TMU-050)
- Troubleman 2003 Sampler CD (Troubleman Unlimited, 2003, TMU-109)[5]